# Ladislav Sobotin
Ladislav Sobotin pl. mursko-soboški (madžarsko Szobothin László de Muray-Szombath, umrl je po drugi polovici 18. stoletja
Izviral je iz stare plemiške družine, ki je v 16. stoletju prejela plemiško listino, v Murski Soboti pa je posestno izpričana že pred samo podelitvijo armalesa. Sobotini so bili poleg grofov Szaparyjev in družine Koczor edina družina, ki je uporabljala predikat de Muray-Szombath (mursko-soboški).
Leto 1750 je napisal edino svojo delo v latinskem jeziku Divus Ivo oratione panegyrica celebratus, dum in academica soc. Jesu D. Joannis Baptista basilica incl. facultas juridica coram senatu populoque academico annuos honores eidem divo tutelari suo solenni ritu instauraret... a. salutis 1750. m. Junio, die 7. Tyrnaviae. 1750. Knjigo so izdali v Trnavi (danes Slovaška).